# ویلیام هنکر
ویلیام هنکر (انگلیسی: William Heneker; ۲۲ اوت ۱۸۶۷ – ۲۴ مهٔ ۱۹۳۹) فرد نظامی اهل کانادا بود. وی همچنین برندهٔ جوایزی همچون نشان حمام شده‌است.